# Os Menores Livros do Mundo (editora)

Os Menores Livros do Mundo (Los libros mas pequeños del mundo) é uma editora Latinoamericana criada no Peru por Alberto Briceño, em 1970. Especializada na confecção artesanal de minilivros com dimensões de um centímetro quadrado até a padronização de 5 x 6 x 2 centímetros. Inicialmente produzia minilivros de 120 páginas e atualmente contam com 480 páginas.
Os minilivros artesanais são confeccionados nos idiomas: espanhol, português, Francês, italiano e inglês e são comercializados em 82 países.

## Áreas

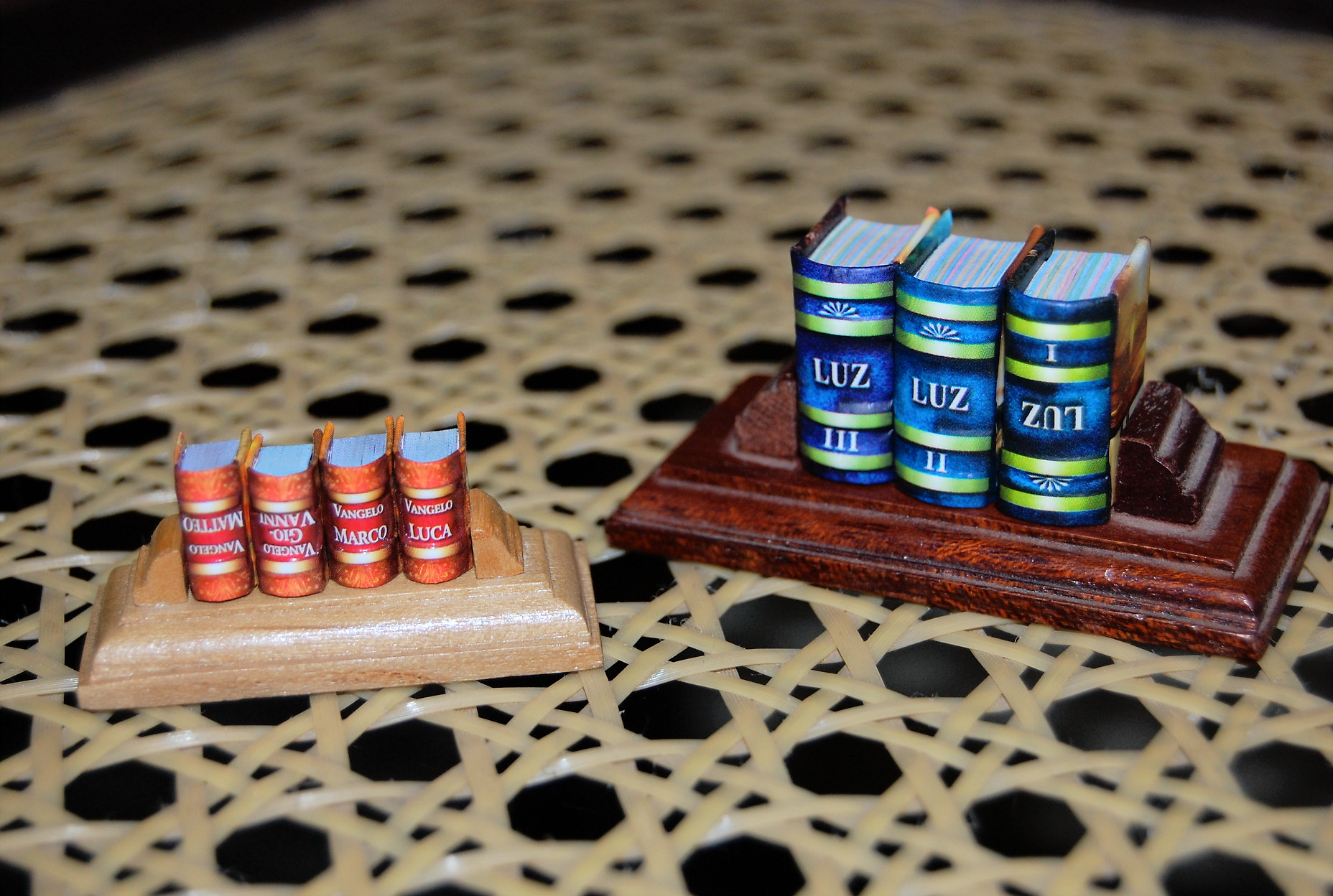
Miniaturas de até 1,5 cm.

Os minilivros contemplam assuntos que vão desde Ciências Sociais, Direito, Religião, esportes, Astrologia, literatura infanto-juvenil, clássicos da literatura universal e brasileira e outros.

## Galeria de imagens

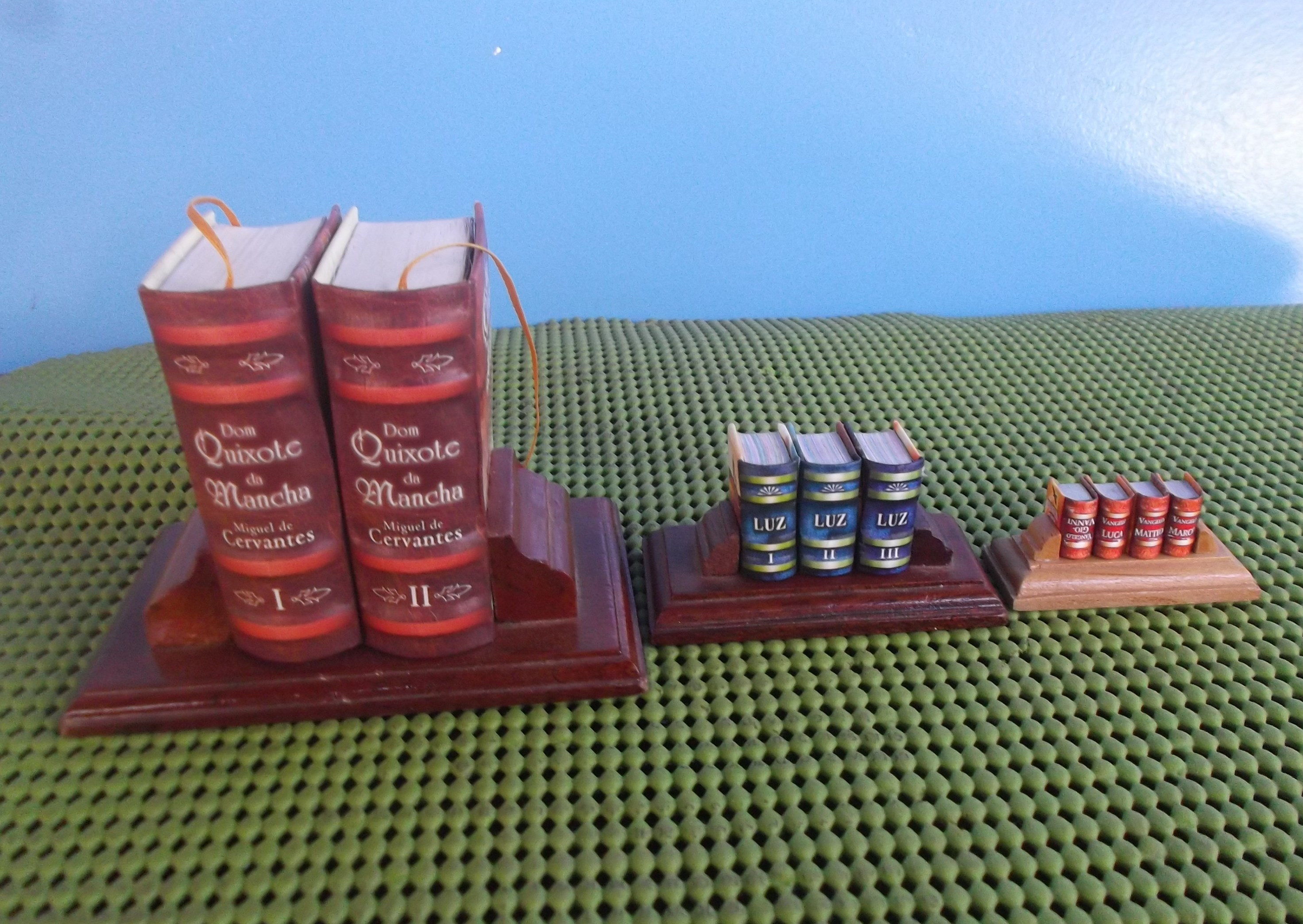
Miniaturas em diferentes tamanhos.
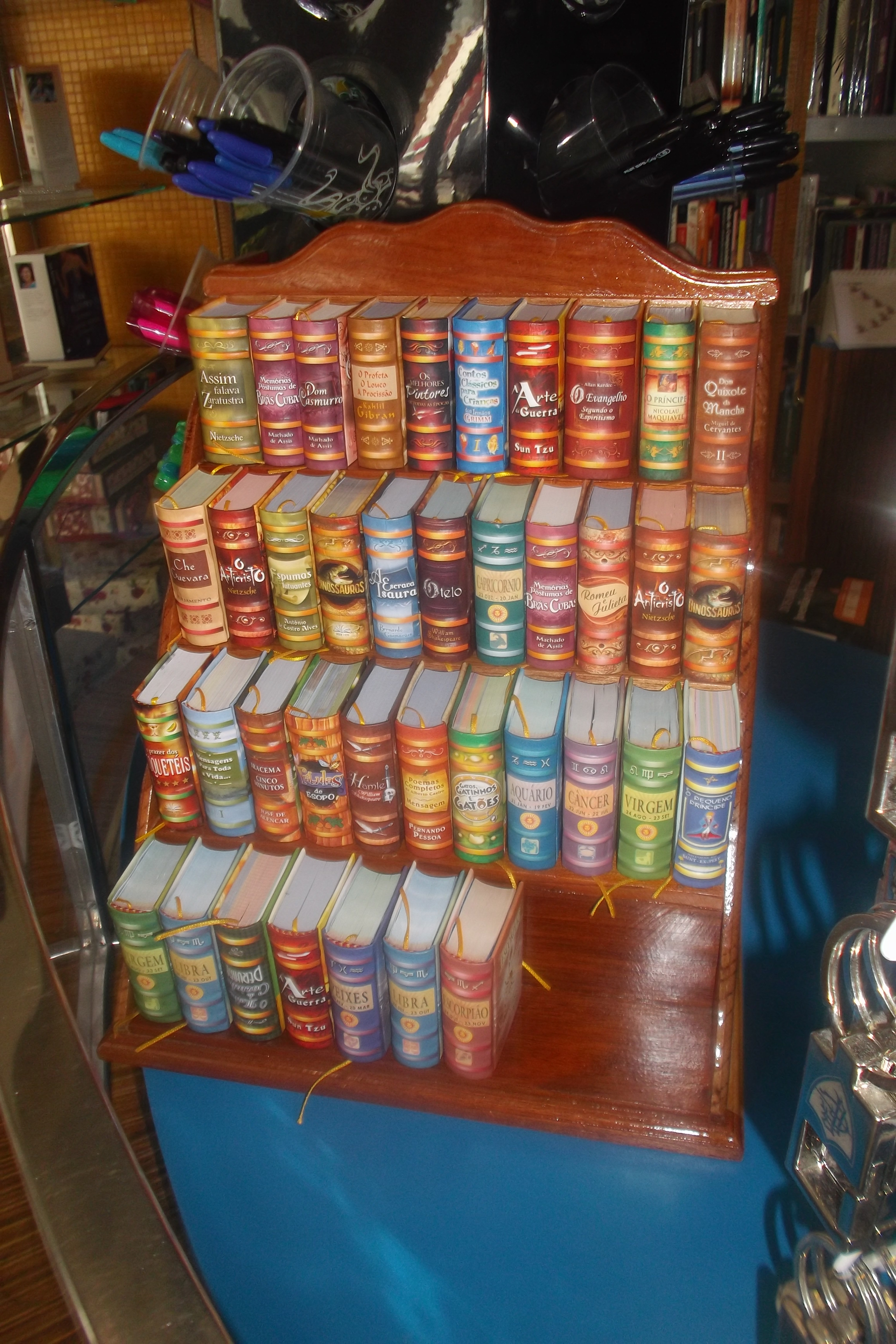
Um expositor da coleção em português.
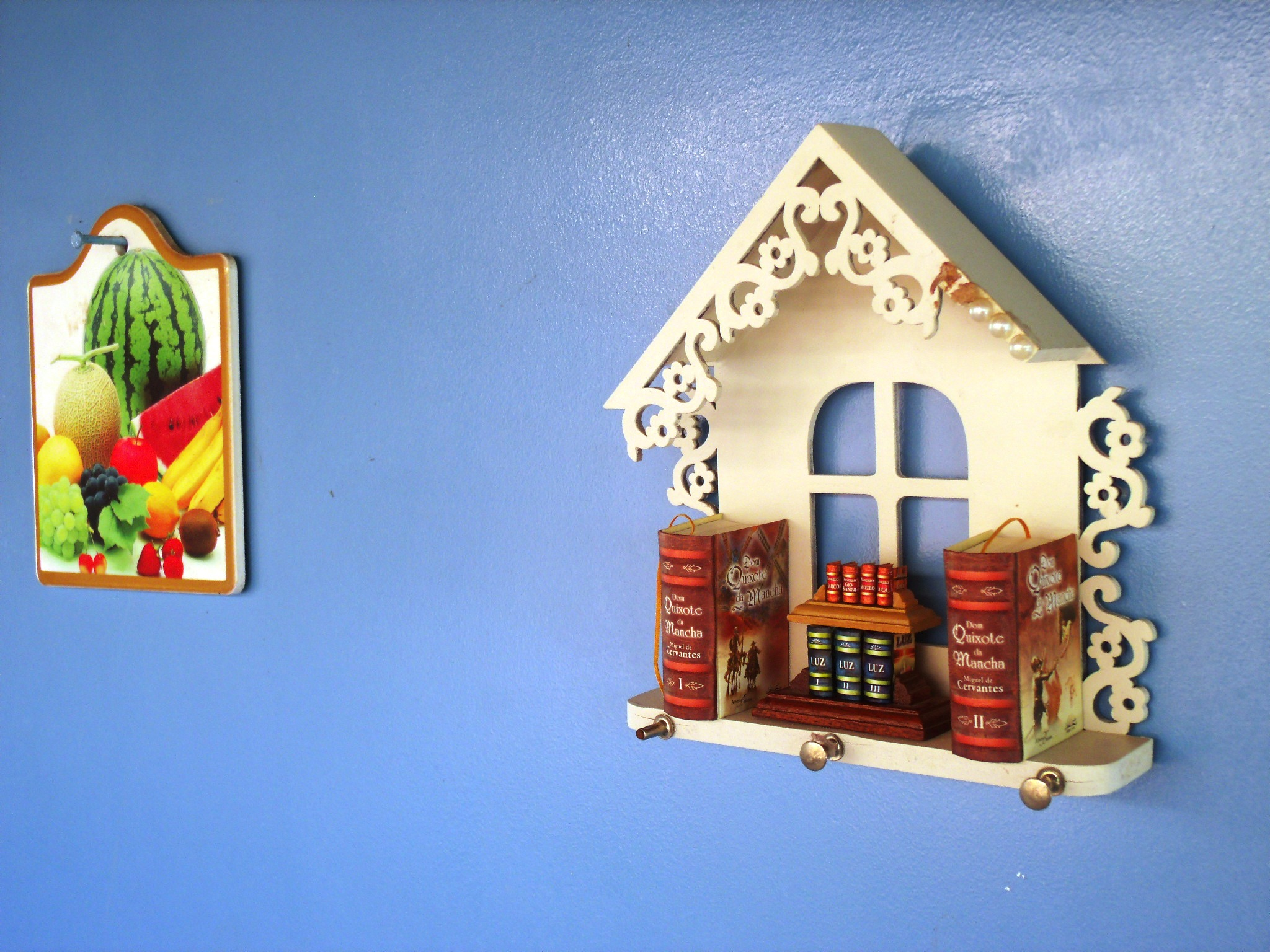
Compondo decoração de ambientes.
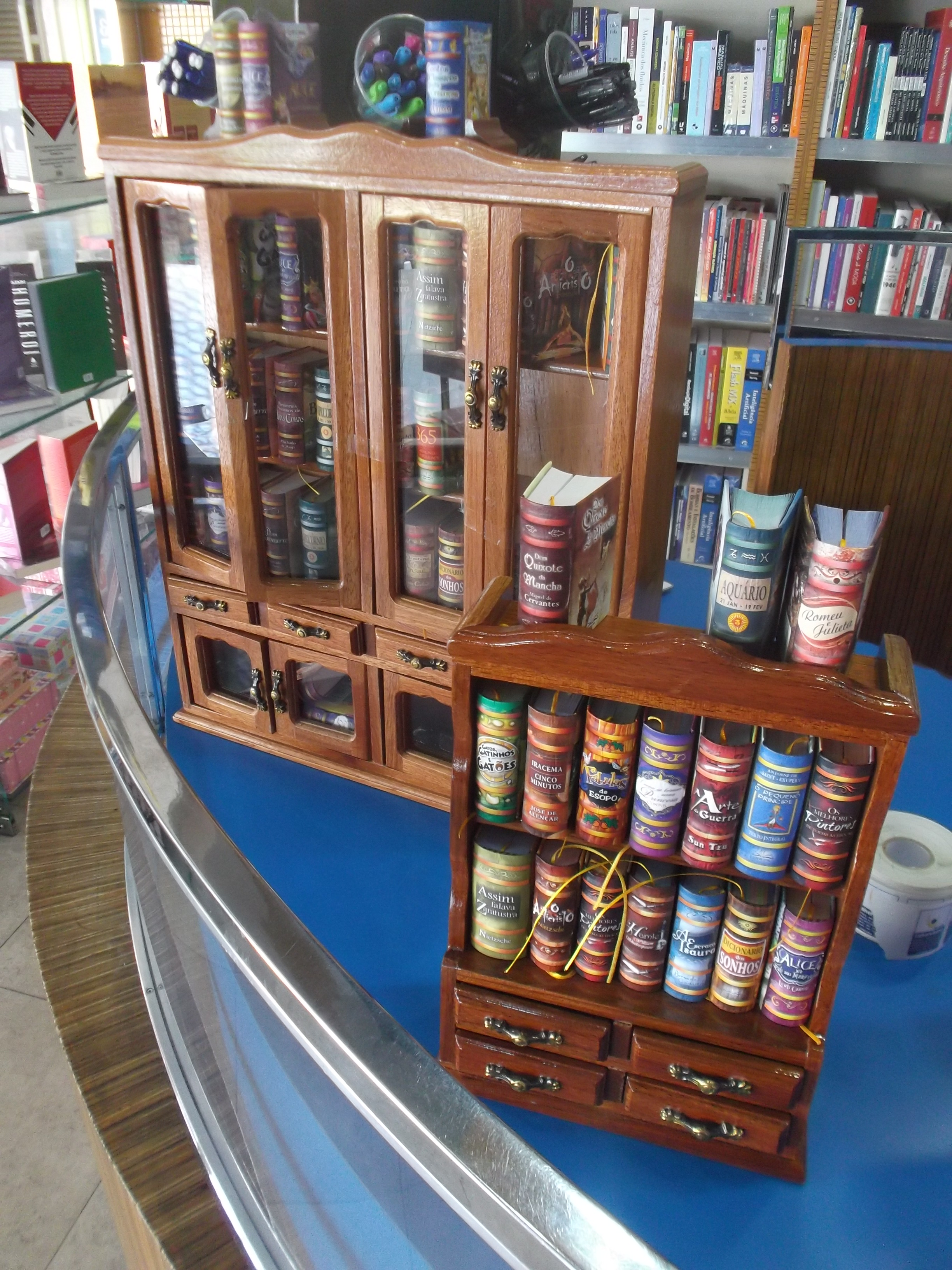
Em mini estantes.